# Нижняя Пизама
Нижняя Пизама — озеро на территории Ребольского сельского поселения Муезерского района Республики Карелия.

## Общие сведения
Площадь озера — 1,2 км², площадь водосборного бассейна — 35,2 км². Располагается на высоте 175,0 метров над уровнем моря.
Форма озера лопастная, треугольная. Берега изрезанные, каменисто-песчаные, местами заболоченные.
С востока в озеро втекают два безымянных ручья, берущие начало в озёрах Верхняя Пизама и Роголампи.
Озеро протокой связано с Лексозером, откуда через реки Сулу и Лендерку воды в итоге попадают в Балтийское море.
С юго-западной стороны озера проходит лесовозная дорога, ответвляющаяся от трассы 86К-176 («Тикша — Реболы»).
Код объекта в государственном водном реестре — 01050000111102000010618.